# 2000年度四台聯頒音樂大獎得獎名單
2000年度四台聯頒音樂大獎首次新增卓越表現大獎，增至四項獎項。及為第一次一獎同時三人奪得。

## 歌曲大獎
- 頒發場合：新城勁爆頒獎禮
- 歌曲：少女的祈禱
- 歌手：楊千嬅
- 作曲：陳輝陽
- 作詞：林夕

## 大碟大獎
- 頒發場合：十大勁歌金曲頒獎典禮
- 大碟：Untitled
- 歌手：張國榮
- 監製：Alvin Leong

## 卓越表現大獎
- 頒發場合：叱吒樂壇流行榜頒獎典禮
- 金獎：容祖兒
- 銀獎：張栢芝
- 銅獎：王力宏

## 傳媒大獎
- 頒發場合：十大中文金曲頒獎音樂會
- 歌手：陳奕迅、王菲、陳慧琳
- 作曲家：陳輝陽
- 填詞家：林夕